# アイ・ラブ・ユー・ベイビー
『アイ・ラブ・ユー・ベイビー』 （ 英： I Love You Baby ）は、2001年に製作されたスペインの映画。ボーイ・ジョージがゲスト出演として登場している。
日本では、2003年（第12回）東京国際レズビアン&ゲイ映画祭（7月20日）にて上映された。

## キャスト
- マルコス：ホルヘ・サンス
- ダニエル：サンティアゴ・ マッギル
- 自身：ボーイ・ジョージ
- カルメン：ヴェロニカ・フォルケ